# Vila Löw-Beer (Půlpecen)
Vila Löw-Beer v Půlpecnu, části obce Chrastavec v Pardubickém kraji, byla postavena v letech 1911–1913 a sloužila Alfredu Löw-Beerovi[zdroj?], majiteli nedaleké textilní továrny (Schindlerova továrna) a jeho rodině. Jednalo se o jednu větev významného židovského podnikatelského rodu Löw-Beerů původem z Boskovic. Alfred Löw-Beer vlastnil továrny na výrobu vlněných látek také v Brně a ve Svitávce. 

## Popis
Třípodlažní vila s bohatou fasádou a mansardovou střechou je umístěna zčásti na uměle vytvořené terase v prudkém svahu. Její autor není doposud určen (stavbu však realizovala brněnská firma August Weisz a návrh mohli vytvořit Ludwig a Johann Weiszovi), sloh stavby lze zařadit na pomezí secese a moderny. Hlavnímu vstupu předchází půlkruhový portikus, který nese stejně tvarovaný arkýř zimní zahrady, na levé straně je druhý arkýř méně výrazný a nad ním se nachází otevřená lodžie. Za originálně zdobenými vstupními dveřmi se nalézal foyer obložený mramorovými deskami, z něj bylo možné se dostat širokým schodištěm, které se projevuje dalším arkýřem na boční straně stavby, do centrální dvorany v druhém patře, na níž navazovalo zahradní křídlo s terasou. V interiéru jinak dominovalo dřevěné obložení a látkové tapety s rostlinnými motivy, podle pamětníků byly ve vstupní hale také ze stropu zavěšeny barevné skleněné arkády s osvětlením. Na svou dobu byl dům také moderně vybaven, např. elektrickým jídelním výtahem.
Stavbu původně obklopovala rozsáhlá zahrada se vzácnými stromy a keři, koupalištěm a tenisovými kurty.
Po druhé světové válce, během níž rodiny Löw-Beerů a Tugendhatů kvůli svému židovskému původu pobývaly mimo nacisty ovládaná území (napřed ve Švýcarsku, pak ve Venezuele), podlehla vila stejně jako ostatní majetek těchto rodin znárodnění. Byla zcela přeměněna na bytový dům s více samostatnými bytovými jednotkami. Přesto se zachovala řada originálních detailů. Vila je proto od roku 2006 chráněna jako kulturní památka. V té době byla také zahájena postupná komplexní rekonstrukce vily a částečně i zahrady.